# 샘 오취리
샘 오취리(영어: Sam Okyere 샘 오키어[*])라는 이름으로 잘 알려져 있는 새뮤얼 나나 퀘시 오키어 잔 투이니보아 코두이아 달코(영어: Samuel Nana Kwesi Okyere Jan Tuiniboa Coduia Dalco, 1991년 4월 21일 ~ )는 대한민국에서 활동하는 가나 출신 방송인이다. 영어, 프랑스어, 스와힐리어, 한국어를 유창하게 구사한다. 성희롱 논란 이후로 잠적했다.
샘 오취리의 아버지는 가나에서 대한민국제 수입 중고차를 판매하는 수입업자이며, 할아버지는 지난날 가나 대학교 영문학과 교수였다. 그가 대한민국으로 유학오게 된 결정적 계기는 아버지의 대한민국 정부의 국비 장학금 제도 관련 신청 권유였다고 한다. 2009년 대한민국에 입국하여 어학연수를 마치고 서강대학교 컴퓨터공학과에 재학 중이던 4학년 때 친구와 함께 KBS 2TV 프로그램 《대국민 토크쇼 안녕하세요》에 사연자의 친구로서 출연하게 된 것을 계기로 한국 연예계에 발을 들였다. 이후 2014년 7월부터는 JTBC 프로그램 《비정상회담》의 고정 패널로 출연하면서 인지도가 생겼다.
2019년 한국 영주권(F-5)을 취득했기 때문에 대한민국에서 거주와 취업이 자유롭고 대한민국 공항에서 한국인 줄로 출입국할 수 있다. 또한 귀화했다고 아는 이들이 많지만 귀화하지 않았다.

## 논란
2019년 3월 자신의 인스타그램에서 배우 박은혜와 찍은 사진에 달린 인종차별성 성희댓글에 동조한 것이 밝혀졌다. 2020년 8월 25일에 해당 사실이 공론화되자 인스타그램 계정을 삭제하고 잠적했다. 이후 일을 도와주는 컨셉의 유튜브 방송으로 복귀하였다.

## 학력
- 서강대학교 공학부 컴퓨터공학과 학사

### 비학위 수료
- 고려대학교 국제어학원(어학당) 수료

## 출연작

### 방송
- 《개그콘서트》(KBS2)
  - 맛있는 한국어
- 《섬마을 쌤》(tvN, 2013년)
- 《비정상회담》(JTBC, 2014년-2016년, 2017년)
- 《달려라 꽃마차》(MBN, 2014년)
- 《언제나 칸타레》(tvN, 2014년)
- 《정의본색》(MBC 에브리원, 2014년)
- 《한식대첩 시즌2》(올'리브 2014년) - 특별출연
- 《진짜 사나이》(MBC, 2015년)
- 《우리동네 예체능》(KBS2, 2015년)
- 《정글의 법칙》(SBS, 2015년)
- 《놀라운 대회 스타킹》(SBS, 2015년)
- 《SNL 코리아 (시즌 6)》(tvN, 2015년)
- 《내 친구의 집은 어디인가》(JTBC, 2015년)
- 《무한도전》(MBC, 2015년, 2016년)
- 《뇌섹시대 - 문제적남자》(tvN, 2016년)
- 《이경규의 요리원정대》(MBC, 2016년)
- 《쿡가대표판정단》(JTBC, 2016년)
- 《출발드림팀 시즌 2》(KBS2, 2016년)
- 《특집 체험! 문화유산원정대》(KBS1, 2016년)
- 《배틀 트립》(KBS2, 2016년)
- 《해양레포츠쇼 바다야 놀자 시즌 4》(부산MBC)
- 《하숙집 딸들》(KBS2, 2017년)
- 《DJ쇼 트라이앵글》(SBS, 2017년)
- 《냉장고를 부탁해》(JTBC, 2018년)
- 《Men on Air》(tbs eFM 라디오, 2017년~현재)
- 《불후의 명곡 - 전설을 노래하다》(KBS2, 2018년)
- 《두니아~처음 만난 세계》(MBC, 2018년)
- 《대한외국인》(MBC에브리원, 2018년~2020년)
- 《친한 예능》(MBN, 2020년)

### TV 드라마
- 《황금거탑》(tvN, 2014년)
- 《맨도롱 또똣》(MBC, 2015년)
- 《무림학교》(KBS2, 2016년)

### 영화
- 《헬머니》(2015년) - 흑형 역(특별출연)
- 《나의 절친 악당들》(2015년) - 야쿠부 역

## 홍보대사
| 연도 | 경력                      |
| ---- | ------------------------- |
| 2013 | - 완도군청 김 홍보대사    |
| 2016 | - K스마일 캠페인 홍보대사 |

## 수상 목록
| 연도 | 수상 내역                                                  |
| ---- | ---------------------------------------------------------- |
| 2015 | - 제8회 코리아 드라마 어워즈 글로벌 스타상 《맨도롱 또똣》 |
| 2019 | - 2019 아시아 모델 어워즈 패셔니스타상                     |